# Castello di Altamura
Il castello di Altamura era un'opera architettonica oggi del tutto demolita, che si ergeva sull'odierna piazza Matteotti e di cui restano solo le fondamenta in alcune zone. All'interno di un locale adibito a magazzino resta un'arcata ogivale e degli stemmi di risulta; pochi altri resti si rinvengono negli edifici adiacenti alla piazza costruiti nel corso dell'Ottocento.
La piazza su cui sorgeva il castello era in precedenza chiamata piazza Castello. In dialetto altamurano la piazza è chiamata u cuastídde ([u kwaˈstɪdːᵊ]), che significa "il castello".

## Storia
Il castello era probabilmente già presente prima della fondazione della città di Altamura da parte di Federico II di Svevia (1243) e forse era sede del feudatario del luogo, il quale reggeva i villaggi sparsi nelle vicinanze. Tali villaggi sparsi sarebbero poi confluiti nella città dopo la fondazione (1243). La prova che il castello fosse anteriore alla fondazione della città sarebbe la presenza (prima che fosse demolito) delle insegne dei re normanni sulle finestre della chiesa del castello, come riportato da Domenico Santoro (1688).
Il castello fu per lungo tempo dimora degli "Altamura", ossia i discendenti di Sparano da Bari e fu la residenza preferita di Giovanni Antonio Orsini del Balzo, che vi fu ucciso nel 1463.
Fu utilizzato anche come prigione. In particolare, stando a quanto riportato da Cesare Orlandi sarebbe stato imprigionato il principe Ottone, marito della regina Giovanna I di Napoli. Sempre secondo Cesare Orlandi, vi sarebbe stato anche "squartato e carcerato" "Corrado Corradino".
Ai merli del castello fu anche impiccato, nel 1357, il ribelle Giovanni Pipino di Altamura, sopra un'asina e con una corona di carta per essersi ribellato al re ed essersi fatto chiamare "re di Puglia". Il suo corpo senza vita fu squartato in quattro parti per mezzo di quattro cavalli, che furono posizionate in diverse parti delle città di Altamura come monito per la disobbedienza. La sua coscia, in particolare, fu esposta sulle mura a destra di porta Matera dove, in ricordo dell'avvenimento, fu scolpito un altorilievo raffigurante la "coscia di Pipino". Nel 1648 l'altorilievo fu distrutto e ricostruito in seguito al rifacimento del muro di cinta della città ed è tuttora visibile.
Il castello fu dismesso alla fine del XV secolo; dopodiché cominciò lentamente a deteriorarsi, tanto che nel 1642 era già definito "inhabitabile e minaccia ruyna secondo appare". Non si conosce la data di demolizione del castello, sebbene sia ragionevole credere che sia stato demolito in buona parte nel corso dell'Ottocento.
Nel corso del Novecento, una parte delle fondamenta venne alla luce in alcuni lavori di sistemazione della piazza. I reperti ritrovati, però, furono distrutti e non ne fu fatto neanche un rilievo.

## Struttura e dimensioni

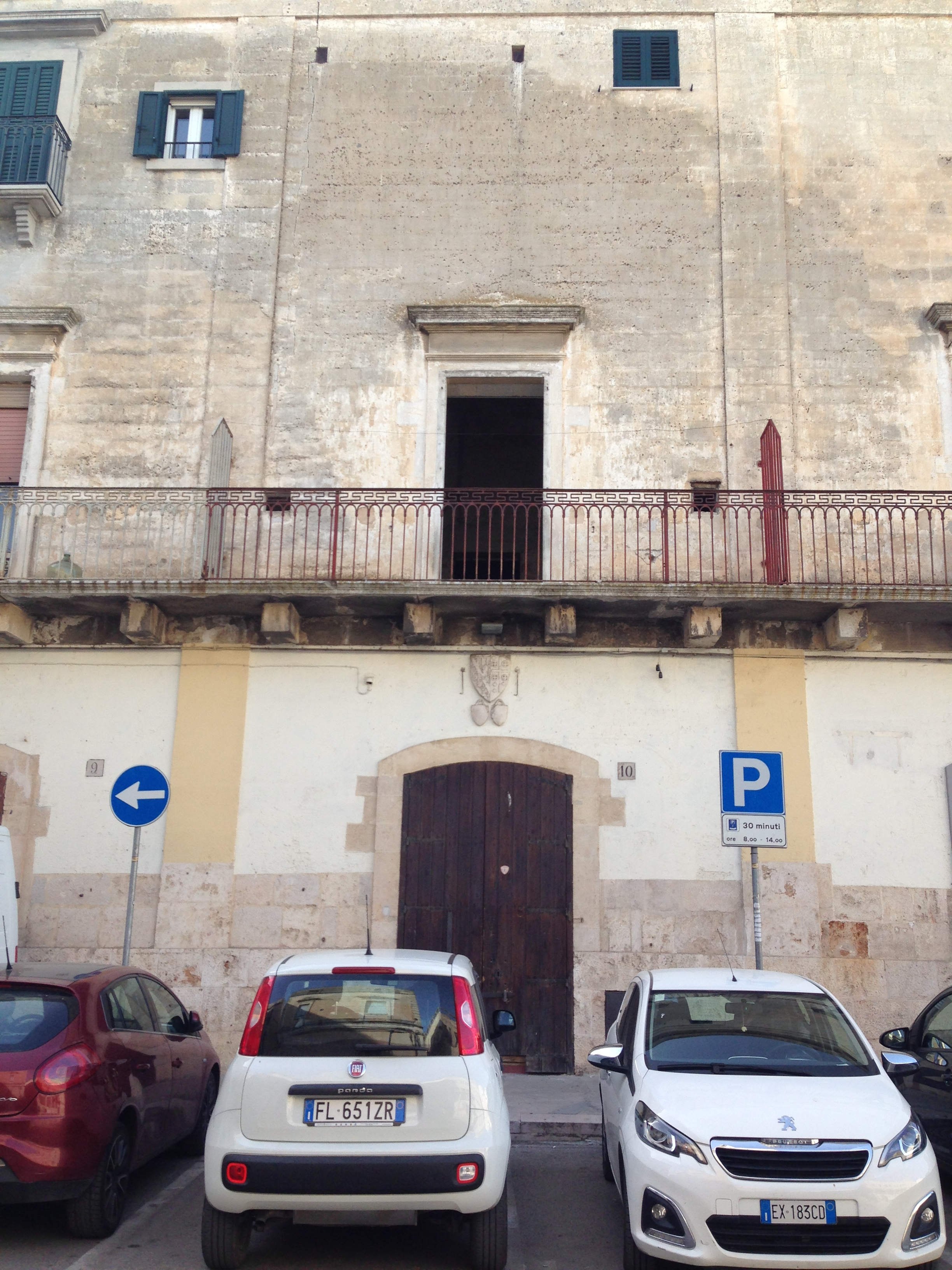
Uno stemma di risulta del castello, situato nell'odierna piazza Matteotti

Il castello era posizionato a ridosso del muro di cinta della città. Domenico Santoro fa menzione di un cortile e di una chiesa del castello. Nelle stampe e quadri settecenteschi si notano quattro grandi torrioni angolari, con l'aggiunta successiva di un torrione.
La struttura del castello si sarebbe modificata nel corso del tempo. Una parte della struttura normanna del castello potrebbe essere stata inglobata nelle modifiche fatte da Federico II di Svevia in occasione della fondazione della città di Altamura.
Nell'anno 1330 circa, secondo quanto riportato nella monografia di Domenico Santoro (1688), il re Roberto d'Angiò aggiunse un torrione, chiamato "torre falsa" sul quale era visibile lo stemma degli Angioini. Domenico Santoro adduce a conferma di ciò proprio la presenza dello stemma. Lo storico locale Giuseppe Pupillo, però, ipotizza che Domenico Santoro possa aver confuso gli stemmi.
Tra gli stemmi di risulta nei vicini edifici, infatti, vi è uno stemma simile a quello di Roberto d'Angiò, ma non lo stesso, ossia lo stemma di Luigi di Taranto. Lo stesso stemma si ritrova anche sullo spiovente del portale della Cattedrale di Altamura (assieme a quello di Giovanna I di Napoli). Alla luce di quanto sopra, Giuseppe Pupillo afferma che attribuire la torre falsa a Roberto d'Angiò può essere accettato, ma non ci sono abbastanza elementi per confermare l'altra notizia fornita da Domenico Santoro, secondo cui lo stemma sulla torre falsa apparterrebbe allo stesso sovrano.
Le informazioni sulle dimensioni sono fornite principalmente da un rilievo delle fondazioni della metà del 1700 tracciato dall'architetto Donato Giannuzzi. Le dimensioni in pianta erano di 67 metri e 55 metri, mentre il cortile interno aveva dimensioni in pianta di 38 metri e 25 metri. L'intero castello si estendeva fino all'odierna via Santa Teresa e ben oltre l'attuale piazza.
Il disegno della carta Rocca P/32 (fine del XVI secolo) testimonia la presenza di un ponte levatoio collegato direttamente al castello.

## Curiosità
- La presenza delle fondamenta del castello ha, secondo alcuni, ostacolato la riqualificazione funzionale della piazza, la quale sarebbe dovuta diventare un parcheggio interrato. Sono anche state proposte soluzioni non invasive per evitare di danneggiare il patrimonio storico nascosto sotto la piazza.[18]
- La prima volta che Castel del Monte fu chiamato senza l'appellativo "Santa Maria", quindi semplicemente "Castel del Monte" è in un decreto di re Ferdinando I di Napoli, redatto nel Castello di Altamura il 1º dicembre 1463. In precedenza Castel del Monte era chiamato "Castello di Santa Maria del Monte".[19]